# Paradistorg
Paradistorg är en roman av Ulla Isaksson, utgiven 1973 på Albert Bonniers Förlag. Den har utkommit i en rad nyutgåvor.
Boken utspelar sig 1973 och handlingen kretsar kring fyra familjer som varje sommar vistas i en paradisliknande villa i Stockholms skärgård. Under ytan ligger dock familjekonflikter och obehagliga sanningar.
Boken filmatiserades på Ingmar Bergmans initiativ 1977 under titeln Paradistorg, i regi av Gunnel Lindblom. Romanen är en av titlarna i boken Tusen svenska klassiker (2009).

## Utgåvor
- Paradistorg. Stockholm: Bonnier. 1973. Libris 893557. ISBN 91-0-038492-5
- Paradistorg. Bokklubben Svalan, 99-0120395-3 ([Ny utg.]). Stockholm: Bonnier. 1974. Libris 7144429. ISBN 91-0-039564-1
- Paradistorg.. Delfinserien ; 530 ([Ny utg.]). Stockholm: Aldus. 1975. Libris 7144906. ISBN 91-0-040753-4
- Paradistorg ([Ny utg.]). [Stockholm]: [Alba]. 1980. Libris 7642930. ISBN 91-7458-346-8
- Paradistorg ([Ny utg.]). Stockholm: Bonnier. 1983. Libris 7150843. ISBN 91-0-075020-4
- Paradistorg: [roman] ([Ny utg.]). Stockholm: Litteraturfrämjandet. 1986. Libris 554176
- Paradistorg. Bonnier pocket, 99-0307595-2 ([Ny utg.]). Stockholm: Bonnier. 1989. Libris 7147769. ISBN 91-0-047704-4
- Paradistorg. En delfinbok, 0346-6574 (2. utg.). Stockholm: Bonnier. 2002. Libris 8506114. ISBN 91-0-058098-8
- Paradistorg. Lund: Btj. 2006. Libris 12622772
- Paradistorg. Albert Bonniers Förlag. 2012. Libris 13484317. ISBN 978-91-0-012915-6

### Fotnoter
1. ↑  ”Paradistorg”. Libris.kb.se. http://libris.kb.se/hitlist?d=libris&q=Ulla+Isaksson+Paradistorg&f=simp&spell=true&hist=true&p=1. Läst 31 januari 2013.
2. 1 2  Gradvall et al 2009, #390